# Maria Angela Truszkowska
Maria Angela Truszkowska, C.S.S.F., vlastním jménem Zofia Kamila Truszkowska (16. května 1825, Kališ – 10. října 1899, Krakov) byla polská římskokatolická řeholnice, zakladatelka a členka kongregace Sester svatého Felixe z Cantalice. Katolická církev ji uctívá jako blahoslavenou.

## Život

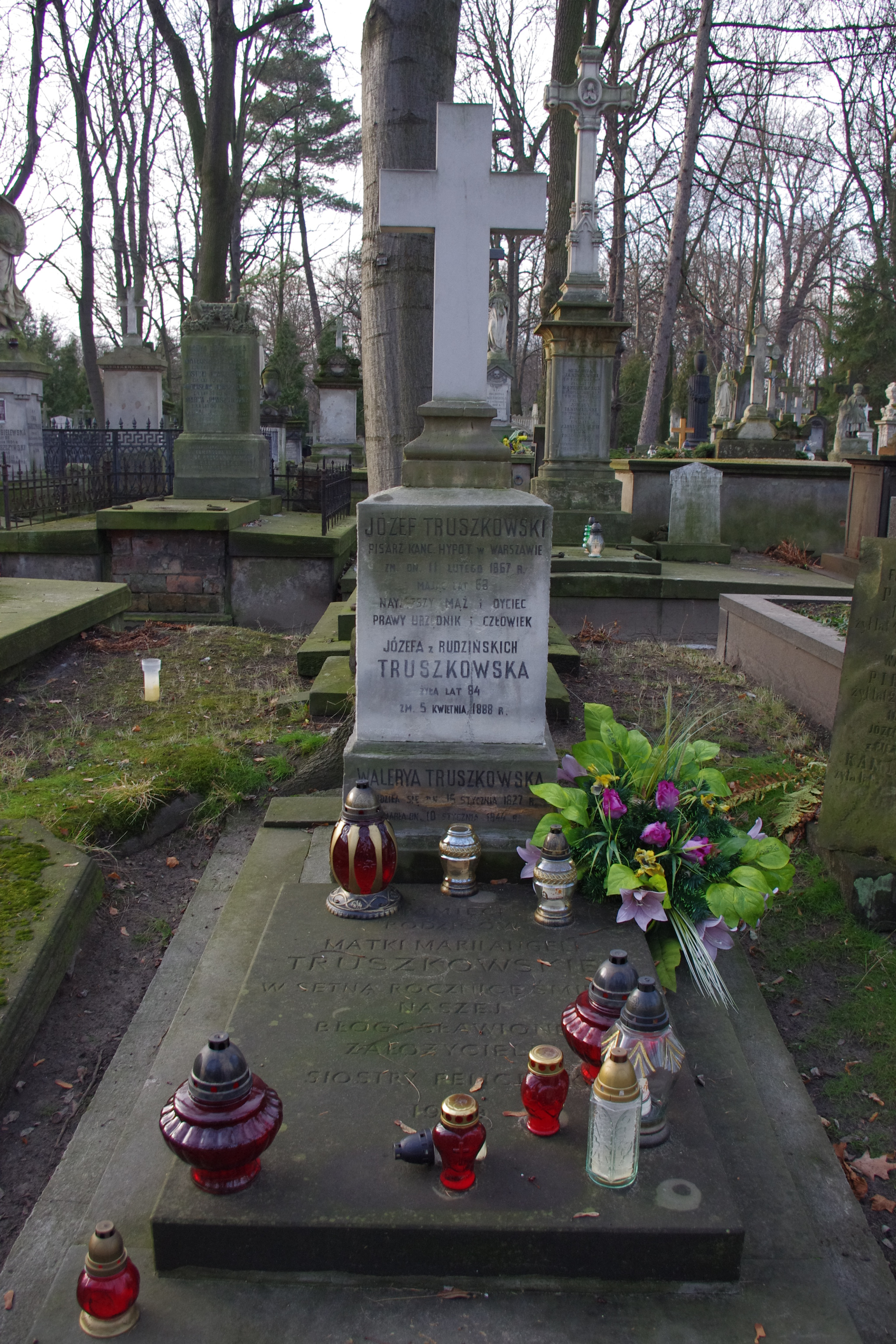
Hrobka jejích rodičů ve Varšavě

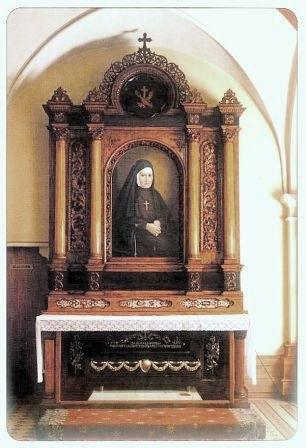
Oltář s jejími ostatky v Krakově

Narodila se 16. května 1825 v Kališi jako první ze sedmi dětí Józefa, zástupce prokurátora u Nápravného policejního soudu v Kališi, a Józefy, rozené Rudzińské. Její rodiče byli nositeli erbu Trzaska. Pokřtěna byla dne 1. ledna 1826 v kolegiátní bazilice Nanebevzetí Panny Marie v Kališi jako Zofia Kamila. Dle dochovaných záznamů se s rodinou roku 1834 přestěhovala do Varšavy. Rodiče zajistili její výchovu a vzdělání. Studovala na Vyšší škole Laury Brzezińské-Guerinové. Její učitelka Anastazja Kotowicz měla velký vliv na její duchovní formaci.
Byla dobrou studentkou, ale její špatný zdravotní stav ji donutil školu opustit. Ve věku 16 let, ohrožena plicní nemocí, odjela na rok do Švýcarska. Pobyt ve Švýcarsku posílil její fyzické i duchovní síly, ale po návratu do Varšavy se na internát nevrátila. Sama se učila, často využívala otcovu soukromou knihovnu a prohlubovala si znalosti cizích jazyků, zejména francouzštiny. Zároveň jí rodiče svěřili do péče mladší sourozence. Už v mládí chtěla zasvětit svůj život službě Bohu. Její myšlenky se obrátily ke klášteru sester Navštívení. Rodiče jí však nedovolili vstoupit do kláštera, přestože se její postoj vyznačoval hlubokou zbožností, láskou k modlitbě a citlivostí k bídě druhých. Překážkou se stala i cesta s nemocným otcem do Salzbrunnu. Po ukončení léčby oba navštívili Kolín nad Rýnem.
V roce 1854 byla jednou z prvních žen, které se zapojily do činnosti Spolku Milosrdných dam svatého Vincence de Paul při kostele sv. Kříže ve Varšavě. Rodiče, když viděli její zapojení do charitativní činnosti a zároveň byli rádi, že jejich dcera přestala uvažovat o vstupu do klauzurního řádu, podporovali její činnost materiálně. Brzy se stala jednou z nejaktivnějších členek spolku. Za spolupráce své sestřenice Klotyldy Ciechanowské a hraběnky Gabriely Wrotnowské si v listopadu roku 1854 pronajala ve Varšavě byt a zřídila útulek pro několik sirotků a starších žen bez domova.
Stala se františkánskou terciářkou a dne 3. června 1855 přijala spolu s Klotyldou hábit z rukou kapucínského kněze bl. Honorata Koźmińského. Přijala řeholní jméno Angela. 21. listopadu téhož se se svoji společnicí Klotyldou svěřila pod ochranu Panny Marie Čenstochovské. To je považováno za datum založené nové ženské řeholní kongregace Sester svatého Felixe z Cantalice. Dne 12. dubna 1856 si pronajala ve Varšavě větší a prostornější byt, kde se poté věnovala výchově dětí a péči o staré lidi. V té době se jí založený ústav jmenoval „Institut sv. Felixe“. Patronem zakládané kongregace se stal sv. Felix z Cantalice. Spolu se svými společnicemi a svěřenci se často modlila před jeho obrazem v nedalekém kapucínském kostele. Její dílo rychle rostlo a dne 8. července 1857 se jí založený ústav přestěhoval do bývalé knihovny v témže městě. Její příklad inspiroval mnoho dívek, které vstoupily do jejího institutu. V roce 1859 zahájila její kongregace také službu mezi venkovským obyvatelstvem a zřizovala první školky pro výchovu dětí.
Během jejího funkčního období  jako generální představené kongregace došlo k tzv. lednového povstání, během kterého se mnoho řeholních domů jí založené kongregace přeměnilo na provizorní nemocnice. Za účast na povstání potrestala carská vláda ji a její společnice rozpuštěním kongregace v celém Polsku. Některé sestry odešly do Krakova, kde byl jediný řeholní dům kongregace, na který se carský dekret nevztahoval. Sama odešla do Krakova v roce 1866 a začala reorganizovat řeholní život svěřených sester. Dožila se schválení její kongregace církevními autoritami.
Zemřela dne 10. října 1899 v mateřském domě jí založené kongregace v Krakově, kde jsou její ostatky uchovávány v kostele Neposkvrněného Srdce Panny Marie.

## Úcta
Její beatifikační proces započal dne 12. července 1966, čímž obdržela titul služebnice Boží. Dne 2. dubna 1982 ji papež sv. Jan Pavel II. podepsáním dekretu o jejích hrdinských ctnostech prohlásil za ctihodnou. Dne 11. července 1992 byl uznán zázrak na její přímluvu, potřebný pro její blahořečení.
Blahořečena pak byla dne 18. dubna 1993 na Svatopetrském náměstí papežem sv. Janem Pavlem II.
Její památka je připomínána 10. října. Bývá zobrazována v řeholním oděvu.